# Waldemar von Roon
Waldemar von Roon, segon comte de Roon (Berlín, 4 de juliol de 1837 – Castell de Krobnitz, 27 de març de 1919) va ser un tinent general i polític prussià. Era fill del mariscal de camp, Albrecht von Roon, 1r. comte de Roon.

## Biografia
Després d'assistir a escoles secundàries a Berlín i Bonn, es va graduar a les escoles de cadets de Wahlstatt i Berlín. Després, Roon es va unir al 1r Regiment de Guàrdies l'1 de maig de 1855 com a segon tinent a peu. De 1859 a 1862 va assistir a l'Acadèmia de Guerra de Berlín. A mitjans de desembre de 1863 va ser nomenat oficial d'estat major a l'alt comandament de l'exèrcit aliat a Schleswig. Durant la guerra contra Dinamarca, Roon va participar en les batalles de Fredericia i Rackebüll, va ser ferit lleument en l'assalt del Düppeler Schanzen i va fer la transició a Alsen. Pel seu treball va ser guardonat el 22 d'abril de 1864 amb l'Ordre de l'Àguila Roja IV classe amb espases. En ascendir a capità el 16 d'agost de 1864 va ser traslladat a l'Estat Major. El 1866, durant la guerra contra Àustria, Roon era a l'Estat Major del II Cos d'Exèrcit. En aquesta posició va participar en les batalles de Gitschin i Königgrätz. Després d'un curt període de servei militar, Roon va ser nomenat major a l'Estat Major el 1869 i l'abril de 1870 va ser encarregat per servir a l'Estat Major del Cos de Guàrdia. Amb l'inici de la guerra contra França va ser traslladat a l'Estat Major del Cos de Guàrdia. Roon va participar en les batalles de Gravelotte, Beaumont, Sedan i Le Bourget i el setge de París i va rebre ambdues classes de la Creu de Ferro.
El 1877 va ser nomenat comandant del regiment número 2 de Kaiser Franz Garde-Granadier amb seu a Stettin. El 1883 va ser ascendit a general de comandament i comandant de la 4a Brigada d'Infanteria de la Guàrdia. Des de 1886 va ser inspector de la 1a Inspecció de Landwehr i va ser nomenat comandant de Posen el 3 de juliol de 1888 amb el caràcter de tinent general. El 19 de setembre de 1888, Roon va rebre la pensió legal i va rebre l'Estrella de l'Ordre de l'Àguila Roja.
Roon era el propietari del Majorat i Schloss Krobnitz. De 1893 a 1903 va ser membre del Partit Conservador Alemany al Reichstag. Durant un temps va ser assessor militar de la comissió de pressupostos del Reichstag. Des de 1904 va ser membre de la Cambra dels Lords prusiana.
Roon va escriure una biografia del seu pare Memoirs from the Life of Field Marshal Count von Roon i també va ser l'editor dels seus discursos.

## Família
El 21 d'octubre de 1864, Waldemar von Roon a Kardemin es va casar amb Magdalene Cordelia Henriette Jenny von Blanckenburg, set anys més jove que ella (5 d'agost de 1845 a Kardemin prop de Greifenberg, 21 de novembre de 1915 a Görlitz). Era filla del polític Moritz Karl Henning von Blanckenburg-zimmerhausen (1815-1888). La parella tenia dues filles i vuit fills. El fill gran i hereu Albrecht va morir a principis de 1916. Així, el net Hans Albrecht (1907-1938) va sobreescriure Krobnitz i Dobschütz, sota la tutela, entre d'altres, de la seva mare Carola, de soltera Freiin von Seckendorff, que es va donar a conèixer com a poeta. L'agricultura d'ambdues finques fou arrendada, doncs.